# Larrys Mabiala
Larrys Mabiala (Montfermeil, 8 oktober 1987) is een Congolees voetballer die voornamelijk als centrale verdediger speelt. Sinds 2015 komt hij uit voor de Turkse eersteklasser Kayserispor. Voorheen speelde hij voor Paris Saint-Germain, OGC Nice en Karabükspor. Vanaf het seizoen 2016-17 heeft hij de aanvoerdersband om bij Kayserispor.
Mabiala speelde sinds 2008 reeds elf wedstrijden voor de nationale ploeg van Congo-Kinshasa. Hij maakte zijn debuut op 26 maart 2008 tegen Algerije (1-1).

## Club Carrière
| Seizoen   | Club        | Competitie | Wedstrijden | Doelpunten |
| --------- | ----------- | ---------- | ----------- | ---------- |
| 2006/07   | PSG         | Ligue 1    | 0           | 0          |
| 2007/08   | PSG         | Ligue 1    | 1           | 0          |
| 2008/09   | PSG         | Ligue 1    | 7           | 1          |
| 2009/10   | OGC Nice    | Ligue 1    | 20          | 0          |
| 2010/11   | OGC Nice    | Ligue 1    | 12          | 0          |
| 2011      | OGC Nice    | Ligue 1    | 10          | 0          |
| 2011/2012 | Karabükspor | Süper Lig  | 16          | 2          |
| 2012/13   | Karabükspor | Süper Lig  | 29          | 0          |
| 2013/14   | Karabükspor | Süper Lig  | 32          | 1          |
| 2014/15   | Karabükspor | Süper Lig  | 31          | 0          |
| 2015/16   | Kayserispor | Süper Lig  | 30          | 1          |
| 2016/17   | Kayserispor | Süper Lig  | 9           | 0          |

Laatst bewerkt: 3 december 2016